# 圣母的生平事迹 (菲利普·利皮)

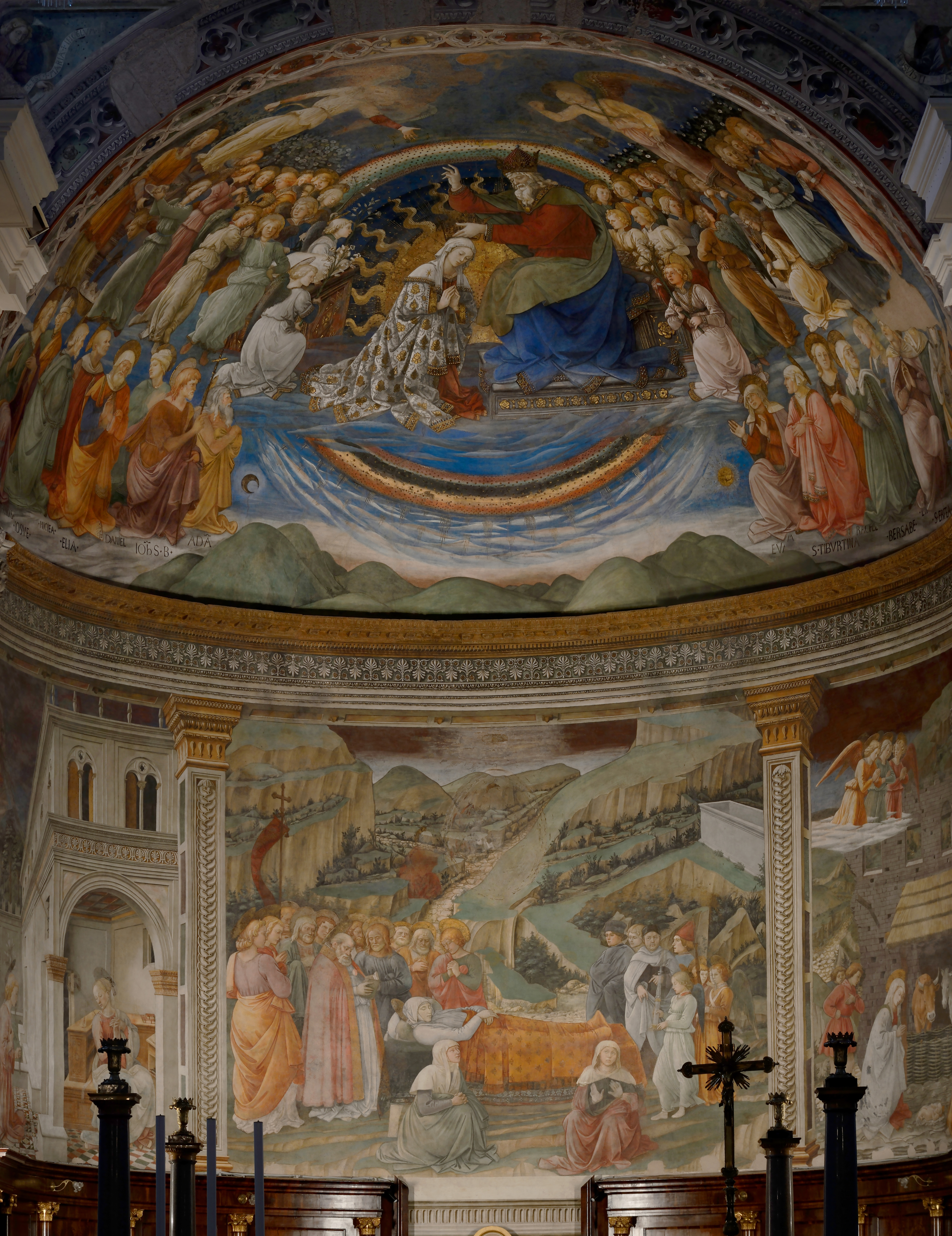
湿壁画

《圣母的生平事迹》（意大利语 - Le Storie della Vergine ）是菲利波·利皮在斯波莱托主教座堂创作的一组湿壁画，绘制于 1466 年，根据瓦萨里的《艺苑名人传》，当时里皮刚完成在普拉托主教座堂的《圣斯德望和若翰洗者的生平事迹》，1469 年里皮中毒身亡，湿壁画由他工作室的助手在三个月内完成。虽然洛伦佐·德·美第奇要求将遗体归还佛罗伦萨，但斯波莱托人说，与佛罗伦萨不同，斯波莱托主教座堂虽然宏伟，却没有埋葬过杰出人物，所以里皮最后安葬在斯波莱托主教座堂。
组画从左到右：

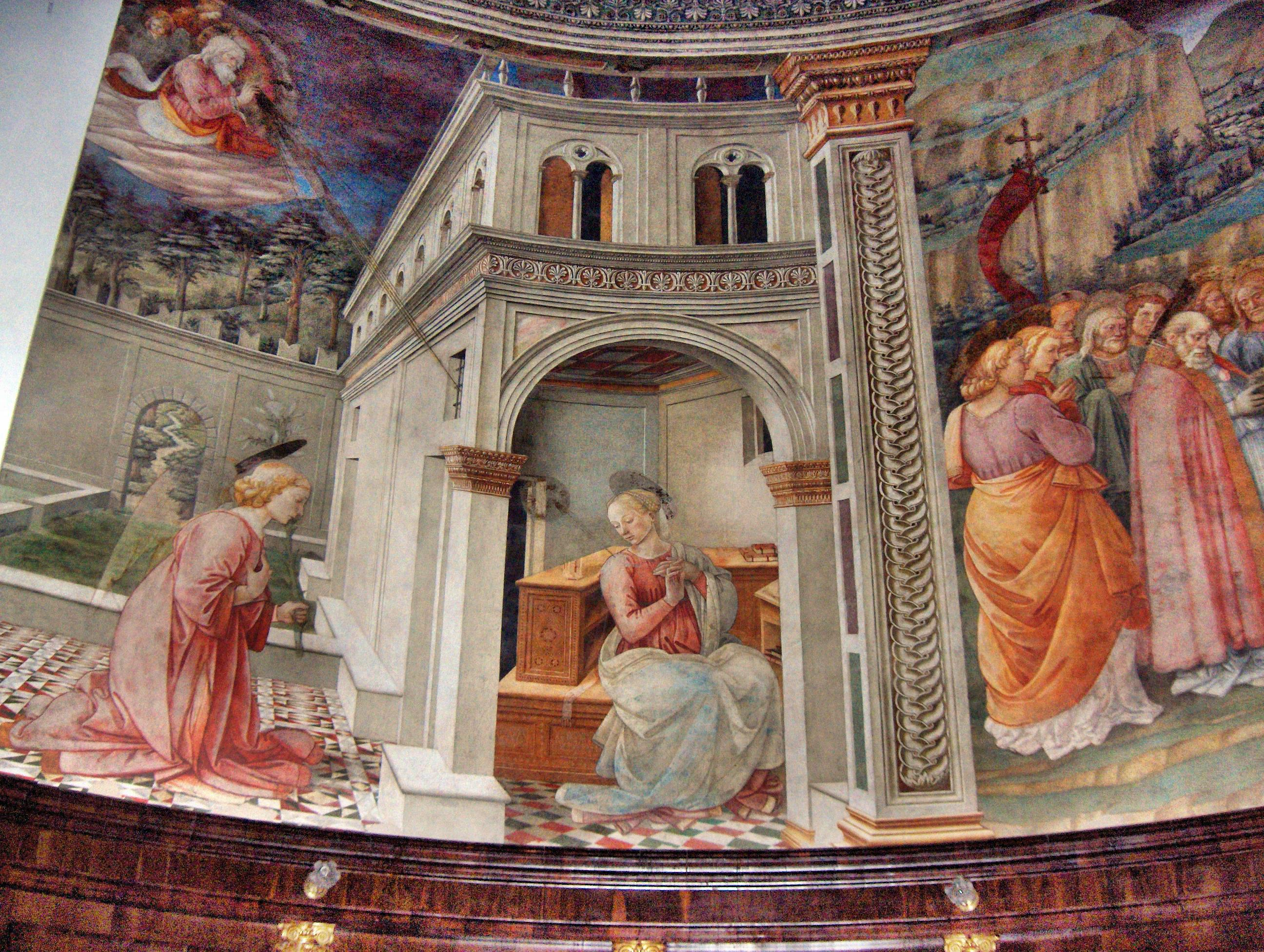
圣母领报
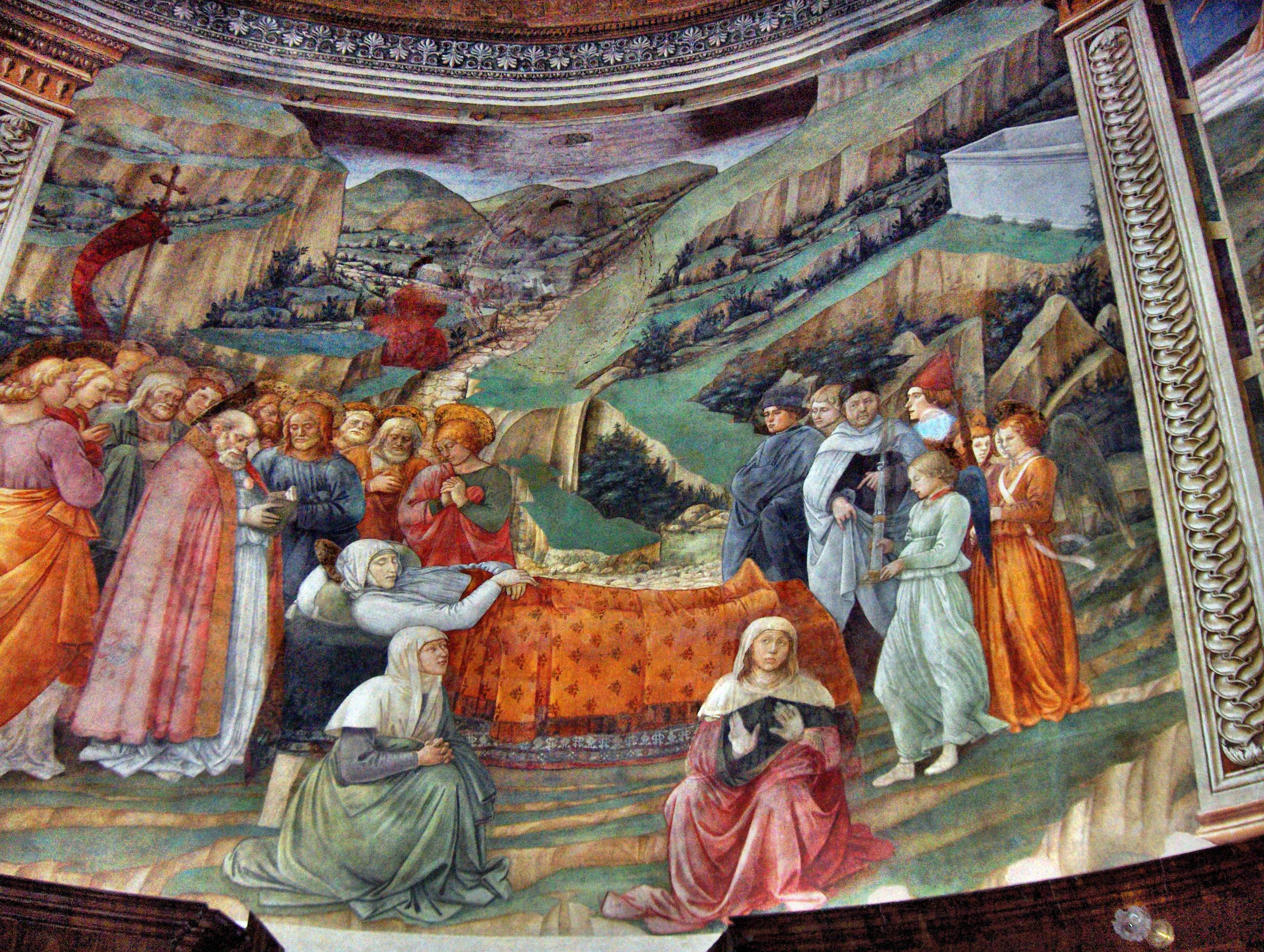
圣母安息
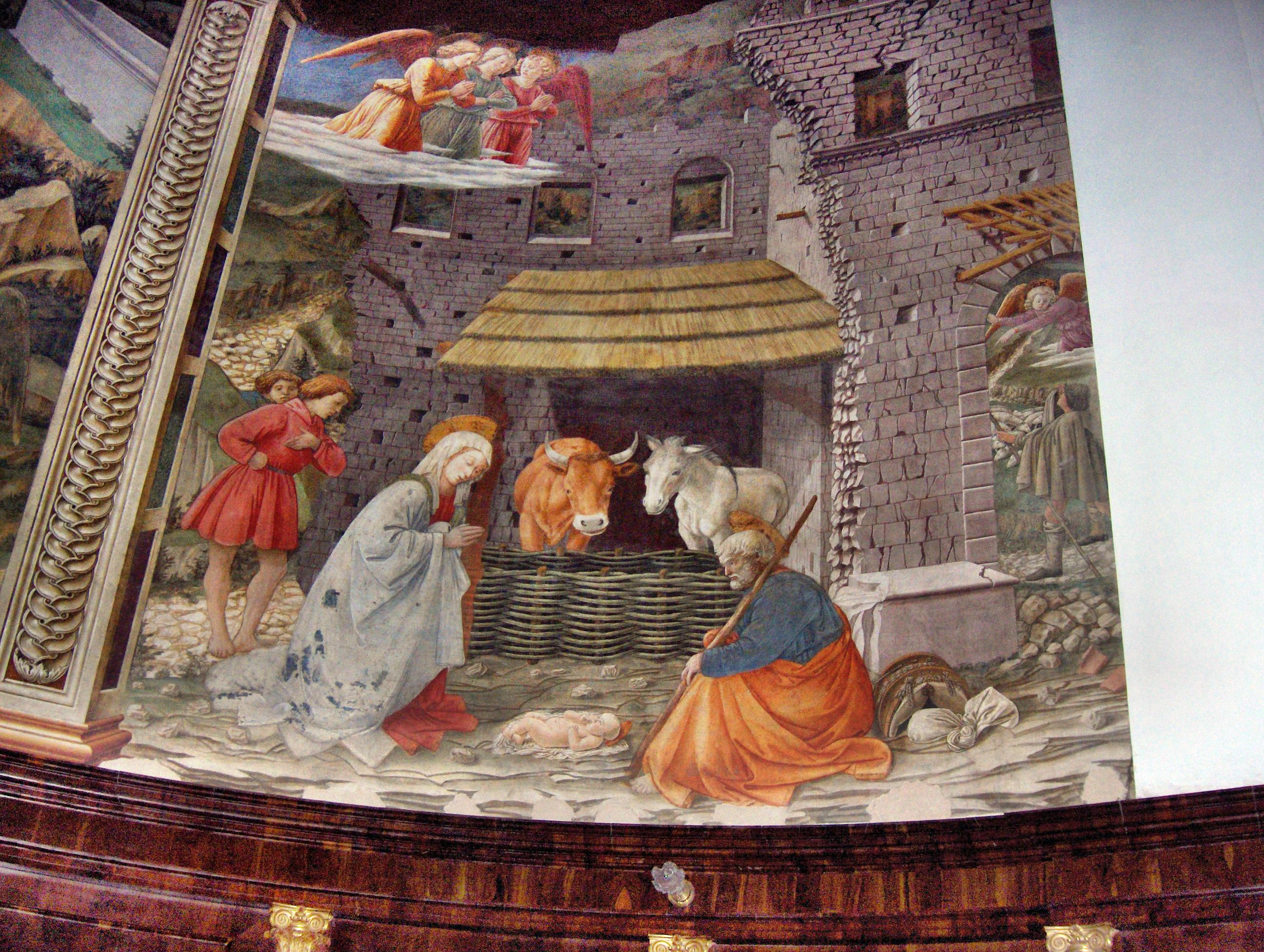
耶稣降生
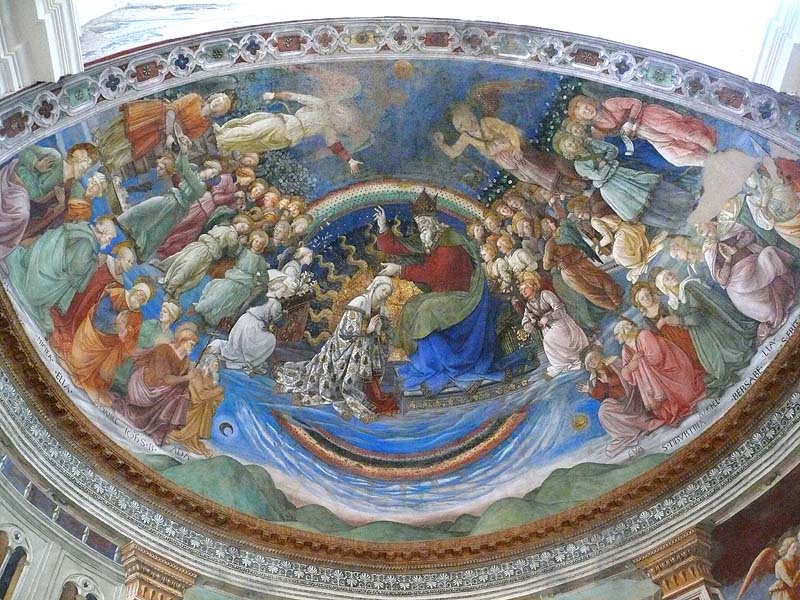
圣母加冕

- 圣母领报
- 圣母安息
- 耶稣降生
- 圣母加冕